# Вільшанка (Тульчинський район)
Вільша́нка — село в Україні, у Городківській сільській громаді Тульчинського району Вінницької області. Стара назва — Вільшанка Поберезька. До 2020 орган місцевого самоврядування — Вільшанська сільська рада.

## Населення

### Мова
Розподіл населення за рідною мовою за даними перепису 2001 року:
| Мова       | Відсоток |
| ---------- | -------- |
| українська | 99,02 %  |
| російська  | 0,43 %   |
| румунська  | 0,49 %   |

Населення становить 1640 осіб.

## Географія
У селі річка Гарячківка впадає у Вільшанку, ліву притоку Марківки.

## Історія
7 (20) листопада 1917 року, відповідно до Третього Універсалу Української Центральної Ради, увійшло до складу Української Народної Республіки.
12 червня 2020 року, відповідно до Розпорядження Кабінету Міністрів України від № 707-р «Про визначення адміністративних центрів та затвердження територій територіальних громад Вінницької області», увійшло до складу Городківської сільської громади.
19 липня 2020 року, в результаті адміністративно-територіальної реформи та ліквідації Крижопільського району, село увійшло до складу Тульчинського району.

## Клімат
У Вільшанці вологий континентальний клімат, з м'якою зимою та теплим літом. Середньорічна температура становить 7,9 °C.
Найпрохолодніший місяць січень, зі середньою температурою −5 °С, найтепліший місць липень, з середньою температурою +19 °C.
Опадів більше випадає у червні, у середньому 101 мм, найменше у березні — 30 мм опадів. У рік випадає близько 638 мм опадів.
| Кліматограма Вільшанки                                                                         | Кліматограма Вільшанки | Кліматограма Вільшанки | Кліматограма Вільшанки | Кліматограма Вільшанки | Кліматограма Вільшанки | Кліматограма Вільшанки | Кліматограма Вільшанки | Кліматограма Вільшанки | Кліматограма Вільшанки | Кліматограма Вільшанки | Кліматограма Вільшанки |
| ---------------------------------------------------------------------------------------------- | ---------------------- | ---------------------- | ---------------------- | ---------------------- | ---------------------- | ---------------------- | ---------------------- | ---------------------- | ---------------------- | ---------------------- | ---------------------- |
| С                                                                                              | Л                      | Б                      | К                      | Т                      | Ч                      | Л                      | С                      | В                      | Ж                      | Л                      | Г                      |
| 34 −2 −8                                                                                       | 34 0 −7                | 30 5 −3                | 50 14 4                | 69 20 9                | 101 23 12              | 97 24 14               | 62 24 13               | 50 20 9                | 32 13 4                | 38 6 0                 | 41 1 −5                |
| Середня макс. і мін. температури повітря (°C) Атмосферні опади (мм), за рік : 638 мм. Джерело: |                        |                        |                        |                        |                        |                        |                        |                        |                        |                        |                        |

## Пам'ятки
Урочище «Турська стінка» — ботанічний заказник місцевого значення.

## Відомі люди
Уродженці
- Стародуб Андрій Вікторович (нар. 1973) — український історик.
- Трублаїні Микола Петрович (нар. 1907) — український письменник XX століття.
- Широцький Костянтин Віталійович (нар. 1886) — мистецтвознавець початку XX століття.